# Giannutri

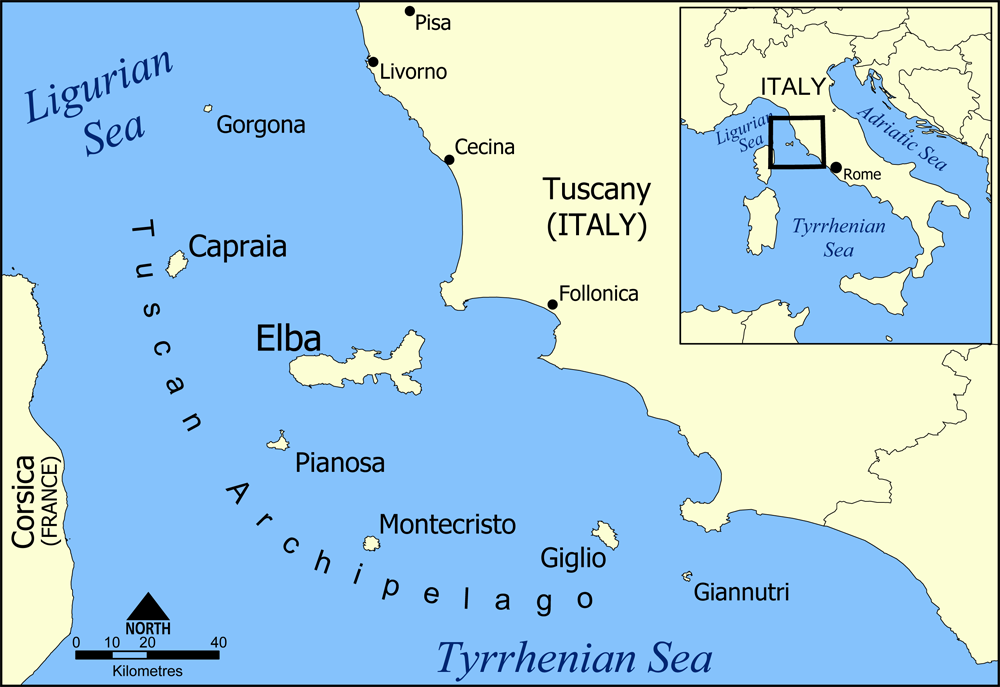
Giannutris läge i den toskanska arkipelagen.

Giannutri är en 2,6 km² stor ö och frazione i den toskanska arkipelagen i kommunen Isola del Giglio i provinsen Grosseto i regionen Toscana i Italien. Det är den sydligaste av de sju öarna och är belägen i Tyrrenska havet utanför det toskanska fastlandet. Ön har formen av en halvmåne och har en klippig kust med undantag för två stränder, "Cala della Spalmatoio" i nordost och "Cala Maestra" i nordväst. Den berömda grottan "Gala dei Grottoni" finns på Giannutris sydligaste del.
Marmorruinerna av den gamla romerska "Villa Domizia", som byggdes av familjen Enobarbi på romartiden, utgör öns främsta turistattraktion.